# William Craig Smith
William Craig Smith (* 9. Dezember 1918 in Philadelphia, Pennsylvania; † 22. August 1986 in Los Angeles, Kalifornien) war ein US-amerikanischer Szenenbildner und Artdirector.

## Leben
Smith begann seine Karriere im Filmstab 1950 beim Fernsehen. Bis 1957 war er an fast 300 Episoden der Fernsehreihe Lux Video Theatre der CBS tätig. Hierfür war er 1956 erstmals für den Primetime Emmy nominiert. Es folgten Engagements bei Fernsehserien wie Twilight Zone, Gilligans Insel, Hawaii Fünf-Null und Rauchende Colts. Für die Pilotfolge der kurzlebigen Fernsehserie Skag mit Karl Malden in der Hauptrolle erhielt Smith 1980 seine zweite Emmy-Nominierung.
1979 war er an John Frankenheimers Die Prophezeiung erstmals als Szenenbildner für einen Spielfilm tätig. Anfang der 1980er Jahre arbeitete er als Artdirector für Blake Edwards an dessen Komödien S.O.B. – Hollywoods letzter Heuler und Victor/Victoria. 1983 war er für Edwards’ Verwechslungskomödie Victor/Victoria zusammen mit Rodger Maus, Tim Hutchinson und Harry Cordwell für den Oscar in der Kategorie bestes Szenenbild nominiert, die Auszeichnung ging in diesem Jahr jedoch an Gandhi.
Smith starb 1986 im Alter von 67 Jahren in Los Angeles.

## Filmografie (Auswahl)
- 1979: Prophezeiung (Prophecy)
- 1981: S.O.B. – Hollywoods letzter Heuler (S.O.B.)
- 1982: Victor/Victoria

## Auszeichnungen (Auswahl)
- 1983: Oscar-Nominierung in der Kategorie bestes Szenenbild für Victor/Victoria